# NGC 5301
NGC 5301 (другие обозначения — UGC 8711, MCG 8-25-41, ZWG 246.23, IRAS13443+4621, PGC 48816) — спиральная галактика с перемычкой (SBc) в созвездии Гончие Псы.
Этот объект входит в число перечисленных в оригинальной редакции «Нового общего каталога».
В галактике вспыхнула сверхновая SN 2009at типа II, её пиковая видимая звездная величина составила 16,5.